# تشنار (غرمي)
تشنار (بالإنجليزية: Chenar, Angut-e Gharbi)‏ هي منطقة سكنية تقع في قسم انغوت الغربي الريفي في إيران. يقدر عدد سكانها بـ 74 نسمة .